# Multifokalna elektroretinografija
Multifokalna elektroretinografija (skraćeno mfERG)  jedna je od novina u u elektroretinografskom ispitivanju funkcija oka, koja uključuje i multifokalni ERG (mfERG), koji reflektuje lokalni retinalni odgovor izazvan funkcijom čepića superponiranom na prethodno svetlosno adaptirane sve fotoreceptore. 
I dok elektroretinografija objektivno uspostavlja disfunkciju mrežnjače. Uz multifokalnoj elektroretinografiju, fokalni odgovori su dobijeni sa velikog broja mesta na mrežnjači (retini) na osnovu kojih se izrađuju topografske karte zona sa poremećenom funkcijom. 
Većina odgovora na elektroretinografiju dolazi iz spoljašnjih slojeva mrežnjače (fotoreceptori, bipolarne ćelije), multifokalna elektroretinografija pored ovoga  koristi za objektivnu evaluaciju funkcije ganglionskih ćelija. Neki od signala odgovora dolaze od vlakana ganglijskih ćelija koje se nalaze pored optičkog nervnog diska. Ova komponenta u bolesnika sa glaukomom je understated. Ova metoda ne zahteva dilataciju ispitanika. Takoše razvijeni su i posebni sistemi koji proučavaju pojačanje, izolaciju i mapiranje ove komponente odgovora.
Multifokalna elektroretinografija (mfERG) predstavlja najosetljiviju metodu za detekciju toksičnih taloga oko fotoreceptora makule što omogućava blagovremenu obustavu ili zamenu terapije.

## Princip rada
Mltifokalna elektroretinografija funkcioniše tako što kada on  prima elektroretinografski signal iz rožnjače kroz kontaktno sočivo sve elektrode, sve žarišne zone su nezavisnoi simulusima uzbudene. Pri tome posebna matematička šema multifokalne stimulacije omogućava ispitivaču tačno ekstrakciju isporučene žarišne reakcije iz jednog elektroretinografskog signala. 
Kada se koristi sistem za vizualizaciju vizuelnih evociranih potencijala vidni evocirani odgovor Imaging System (VERIS, elektro-Dijagnostički Imaging, San Mateo, CA) nadražaj može se sastojati od nekoliko stotina fokalnih nadražaja (u načelu 103 šesteugaone sekcije) prikazane na video monitoru koje stimulišu središnje polje gledanja pacijenta od 50°. U većini slučajeva fokalna stimulacija sastoji se od pseudoslučajnog izlaganja baklji. Lokalni signali elektro odgovora topografski prikupljeni i zabeleženi, stvaraju funkcionalnu kartu mrežnjače, sličnu karti istraživanog područja.

## Ograničenja
Trenutno se multifokalna elektroretinografija koristi eksperimentalno, i nije uključena u rutinski klinički pregled, jer još uvek ne podleže međunarodnom ICEV standardu, iako ovaj test ima široku primenu u ispitivanju funkcije makule kod bolesti retine koje pogađaju isključivo ili dominantno ovaj deo retine. Za sada je za ovu vrstu ispitivanja ICEV doneo više protokola i vodiča, pa se očekuje i skora standardizacija metode ispitivanja.

## Spoljašnje veze
|  | Molimo Vas, obratite pažnju na važno upozorenje u vezi sa temama iz oblasti medicine (zdravlja). |